# Armageddon Dildos
Gli Armageddon Dildos sono un duo electro-industrial ed EBM tedesco formato nel 1988 a Kassel e composto da of Uwe Kanka (voce) e Dirk Krause (synth). La band è considerata come una delle "formazioni seminali della seconda generazione" della Electronic body music tedesca.

## Storia degli Armageddon Dildos
Il gruppo fu formato nel 1988 a Kassel, in Germania da Uwe Kanka e Dirk Krause; il nome proviene dal termine internazionale in slang per Missile balistico intercontinentale. Le loro canzoni sono sia in lingua inglese, sia in lingua tedesca.
Nel 2000 pubblicarono per la Zoth Ommog l'album Re:Match.
Nel 2011 pubblicano l'album Untergrund, lavoro con sonorità decisamente più pesanti rispetto ai precedenti lavori e caratterizzato dall'uso di chitarre elettriche.

## Albums
- 1991 - That's Armageddon
- 1993 - Homicidal Dolls
- 1993 - Fear
- 1994 - 07 104
- 1995 - Lost
- 1996 - United
- 1997 - Speed
- 1999 - Re:Match
- 2003 - Morgengrauen
- 2005 - Sangreal
- 2011 - Untergrund